# Variation (balett)
Variation eller Pas Seul betecknar inom balett en solodans eller ett särskilt dansnummer. Variationen kan jämföras med operans aria där solisten får möjlighet att visa upp sin tolkning.